# داشبلاغ (فولاد لوي الجنوبي)
داشبلاغ (بالفارسية: داشبلاغ) هي منطقة سكنية تقع في إيران في قسم فولاد لوي الجنوبی الريفي.